# Språk i Argentina

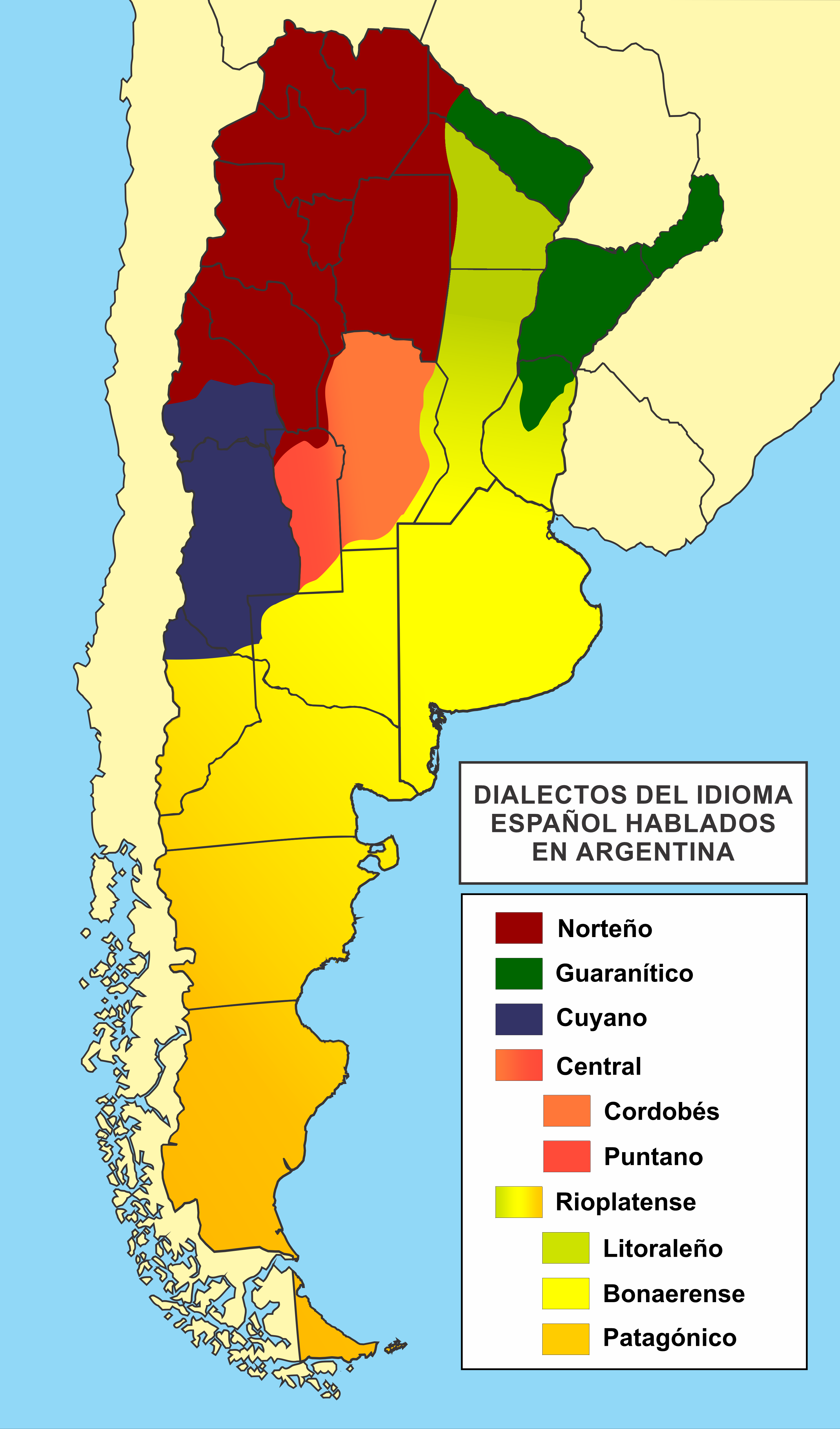
Olika spanska variationer i Argentina

Argentina är ett mångspråkigt land, där talas 14 levande språk enligt Ethnologue. Läskunnigheten i landet är 99 procent. Spanska är nationalspråket.

## Spanska och argentinskt teckenspråk
Argentinas grundlag nämner inte något officiellt språk. Enligt årets 2004 språklag är spanska landets officiella språk vars användning är obligatoriskt bland annat i lagstiftningsarbete. Ytterligare är spanska det primära undervisningsspråket.
Argentinska teckenspråket används av cirka 200 000 personer i hela landet. Det erkändes som landets dövas språk år 2023.

## Ursprungsspråk
Enligt Argentinas språklag ska landets ursprungsspråk, som officiellt heter förhistoriska språk (spanska: Las lenguas prehispánicas), skyddas av provinser som också ska befrämja dessa språks undervisning.
Argentinas ursprungsspråk representerar flera olika språkfamiljer. Av alla landets ursprungsspråk de fem mest talade är:
| Språk                   | Språkfamilj          | Antal talare |
| ----------------------- | -------------------- | ------------ |
| quechua (sydboliviansk) | quechuaspråk         | 800 000      |
| guaraní                 | tupianska språk      | 200 000      |
| mapudungun              | araukanska språk     | 100 000      |
| wichi                   | mataco-guaicuruspråk | 53 700       |
| aymara                  | aymaranska språk     | 23 000       |

## Främmande språk
Argentinas största språkliga minoritet (cirka 1,5 miljoner) talar italienska som modersmål. Under 1800-talet flyttade många italienare till Argentina på grund av Italiens finansiella problem. Arabiska är Argentinas tredje mest talade språk med cirka en miljon talare. Det arabisktalande folket har kommit mestadels från Syrien, Libanon och Palestina fr.o.m. slutet av 1800-talet.